# قلعه کهنه نادری
قلعه کهنه نادری مربوط به دوره افشار است و در شهرستان تایباد، بخش مرکزی، روستای آبقه واقع شده و این اثر در تاریخ ۲۲ مرداد ۱۳۸۴ با شمارهٔ ثبت ۱۳۱۳۶ به‌عنوان یکی از آثار ملی ایران به ثبت رسیده‌است.